# Jurickson Profar
Jurickson Profar (né le 20 février 1993 à Willemstad, Curaçao) est un joueur d'arrêt-court et de deuxième but des Ligues majeures de baseball évoluant avec les Padres de San Diego. 

## Carrière

### Ligues mineures
Jurickson Profar signe son premier contrat professionnel le 2 juillet 2009 avec les Rangers du Texas, qui lui accordent immédiatement un boni de 1,55 million de dollars US. Il débute en ligues mineures avec un club-école des Rangers en 2010 et gradue au niveau Double-A au début de la saison 2012. Il apparaît pour la première fois sur la liste des 100 meilleurs joueurs d'avenir dressée par Baseball America au début 2011, prenant la 74e place du classement. La même publication le classe 7e meilleur prospect au monde un an plus tard. Il participe au match des étoiles du futur en juillet 2011 et à la fin août est nommé meilleur joueur de l'année dans la South Atlantic League après une saison passée chez les Crawdads d'Hickory en Caroline du Nord. Il est aussi nommé meilleur joueur d'arrêt-court du baseball mineur en 2011.
Il joue de nouveau dans le All-Star Futures Game en 2012.

### Rangers du Texas

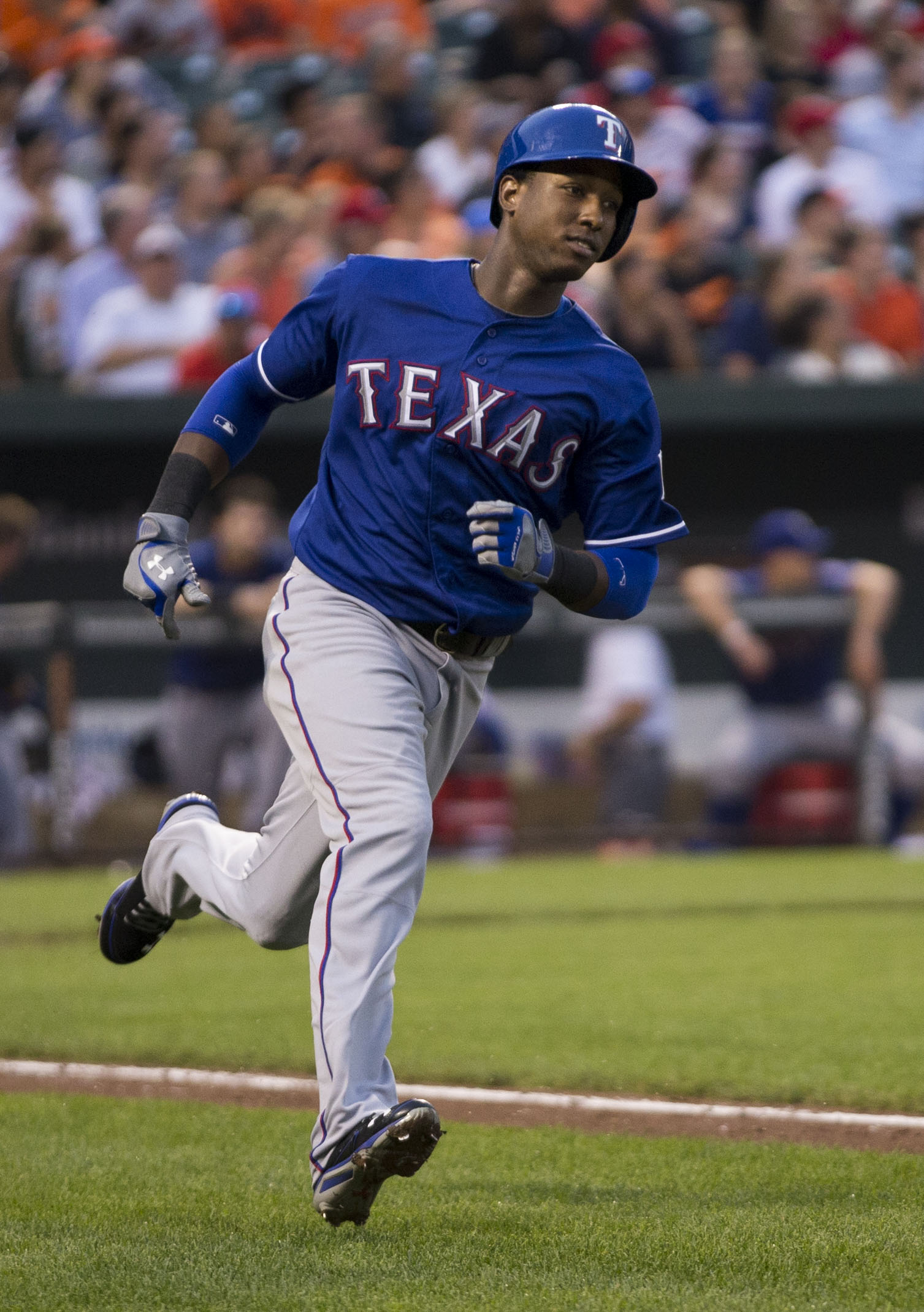
Jurickson Profar en juillet 2013 avec les Rangers du Texas.

Profar est rappelé pour la première fois des ligues mineures par les Rangers du Texas le 1er septembre 2012. Profar fait ses débuts le 2 septembre contre les Indians de Cleveland et frappe un coup de circuit à son premier passage au bâton dans les majeures, contre le lanceur Zach McAllister. Il est la première recrue de l'histoire des Rangers à réaliser pareil exploit. Le jeune joueur d'arrêt-court fait ses débuts avec Texas comme joueur de deuxième but puisque la position d'arrêt-court est occupée par Elvis Andrus.
Ennuyé par des maux d'épaule, il rate toute la saison 2014. Cette blessure le tient à l'écart du jeu pendant deux ans et il est notamment opéré au début de l'année 2015. 
Il effectue un retour dans les majeures avec Texas en 2016 et sert notamment pour la première fois de remplaçant pour Adrián Beltré au troisième but lorsque ce dernier soigne une blessure.

### Classique mondiale de baseball
Profar est ajouté à l'effectif de l'équipe des Pays-Bas en cours de Classique mondiale de baseball 2013 lorsqu'un joueur blessé, Yurendell De Caster doit remplacé.
Profar participe à la Classique mondiale de baseball 2017 avec l'équipe des Pays-Bas et il frappe un circuit dans une victoire de 5-0 sur la Corée du Sud.

## Vie personnelle
Le jeune frère de Jurickson, Jeremi Profar, est mis sous contrat par les Rangers du Texas en septembre 2012 et évolue en ligues mineures comme joueur de troisième but.